# Albidella nymphaeifolia
Albidella es un género monotípico, su única especie es Albidella nymphaeifolia (Griseb.) Pichon, perteneciente a la familia Alismataceae. Es originaria del sudeste de México hasta Guatemala y Cuba. Dentro del orden Alismatales en lo que comúnmente llamamos grupo de las monocotiledóneas, aunque hoy en día se agrupan dentro del grupo Liliopsida. El nombre del género Echinodorus se deriva del griego “echinos” (puerco espín) y “doros” (bolsa o botella), haciendo referencia a los aquenios espinosos, la especie, E. nymphaeifolius, hace referencia a la forma similar de las hojas de esta especie con las del género Nymphaea. Albidella nymphaeifolia fue descrita por (Griseb.) Pichon, y publicado en Notul. Syst. (Paris) 12: 175 1946.

## Clasificación y descripción
Planta perteneciente a la familia Alismataceae. Planta acuática enraizada, con hojas emergentes o flotantes, hojas cordadas muy similares a las del género Nymphaea; inflorescencia paniculiforme de 5 a 9 verticilos, flores de hasta 3 mm de ancho con 6 a 9 estambres; aquenios dispuestos en cabezuelas laxas, con 20 menos aquenios por cada cabezuela, presencia de costillas crestadas en los frutos.

## Distribución
Su distribución ocurre de México, Centroamérica y Cuba; en México se ha registrado en los estados de Campeche y Yucatán.

## Ambiente
Habita en terrenos húmedos, zanjas, bordes de lagunas y sitios cenagosos con poca movilidad de agua, se ha registrado en bosque tropical subcaducifolio y vegetación secundaria; se ha registrado en altitudes que van desde el nivel del mar hasta los 100 m s. n. m.

## Estado de conservación
En México se cataloga bajo “Amenazada” en la NOM-059-SEMARNAT-2010; esta especie aun no ha sido evaluado por la Lista Roja de Especies amenazadas.